# Юнга (приток Сомбы)
Юнга — река в России, протекает по Пудожскому району Карелии. Длина реки составляет 21 км, площадь водосборного бассейна — 160 км².
Исток — Юнгозеро. Устье реки находится в 4 км по правому берегу реки Сомба, на южной окраине посёлка Кривцы. Реку в трёх местах пересекала лесовозная узкоколейная железная дорога, ведущая от Кривцов на юго-восток.

## Данные водного реестра
По данным государственного водного реестра России, река относится к Балтийскому бассейновому округу. Водохозяйственный участок реки — Водла, речной подбассейн — Свирь (включая реки бассейна Онежского озера). Юнга относится к речному бассейну реки Нева (включая бассейны рек Онежского и Ладожского озера).
Код объекта в государственном водном реестре — 01040100412102000016944.